# Lo que hace Kate
«Lo que hace Kate» (What Kate Does en su idioma original) es el tercer episodio de la sexta temporada de la serie de televisión Lost, de la cadena ABC. Fue escrito por los guionistas Edward Kitsis y Adam Horowitz y dirigido por Paul Edwards. Fue transmitido en Estados Unidos y Canadá el 9 de febrero de 2010.

## Argumento
En el 2007, Jack, Kate, Hurley, Jin, Miles, Sayid y Sawyer permanecen en el templo. Sawyer planea escaparse y Sayid sigue en shock luego de haber vuelto de la muerte.

### 2004
En el flash sideways, Kate Austen (Evangeline Lilly) huye de LAX en un taxi que ha secuestrado, en el que una embarazada Claire Littleton (Emilie de Ravin) es pasajera. El conductor del taxi (David H. Lawrence XVII) escapa y Kate deja ir a Claire, quedándose con todas las cosas de Claire. Llega a un taller mecánico, donde un mecánico la libera de sus esposas. En la búsqueda por otra ropa, Kate se da cuenta de que Claire estaba embarazada. Vuelve donde dejó a Claire, le devuelve su equipaje y le ofrece llevarla. Lleva a Claire a la casa de Lindsey (Jenni Blong), la mujer que adoptaría a su bebé. Allí se enteran de que el marido de Lindsey la había dejado y ella, devastada, ya no quería al bebé, pues no se creía capaz de criarlo sola. A Claire le comienzan las contracciones en la puerta y Kate la lleva al hospital, donde el doctor de Claire resulta ser Ethan Goodspeed (William Mapother). La policía llega más tarde en búsqueda de Kate en el hospital, pero Claire la cubre, permitiéndole escapar. Kate le agradece por haberla ocultado y decide marcharse. Por agradecimiento a la ayuda, Claire le da a Kate una tarjeta de crédito, ella la acepta y se va.

### 2007
Sigue los sucesos ocurridos en el capítulo anterior, "LA X", Sayid Jarrah (Naveen Andrews) vuelve a la vida después de, aparentemente, morir. Los Otros, liderados por Dogen (Hiroyuki Sanada) y su traductor Lennon (John Hawkes), quieren hablar con Sayid en privado. Jack Shephard (Matthew Fox), sin embargo, quiere ir con ellos y comienza una pelea. James "Sawyer" Ford (Josh Holloway) aprovecha la oportunidad de obtener un arma y anuncia su escape del templo, pidiéndole a Kate que no lo siguiera. Los Otros envían a Kate, Jin-Soo Kwon (Daniel Dae Kim) y dos de los suyos, incluyendo a Aldo (Rob McElhenney), para traer a Sawyer de vuelta. Mientras tanto, Dogen lleva a Sayid a un cuarto, donde primero le dan un shock eléctrico y luego es quemado con un atizador. Dogen luego le explica a Jack que diagnosticó a Sayid de "infectado" y le da a Jack una píldora que Sayid debe tomar. Jack se niega y se toma la píldora el mismo, Dogen apresuradamente intenta que la regurgite, revelando que la píldora es en realidad veneno. Explica que la infección, cuando alcance el corazón de Sayid, se llevará todo rastro de la persona que alguna vez fue, y le explica que eso fue lo que le pasó a la hermana de Jack, Claire.
En la jungla, Kate, Jin y los Otros llegan a una trampa; Kate la activa para deshacerse de los Otros. Jin y Kate se van; Kate sigue el rastro de Saywer, mientras Jin comienza la búsqueda por su esposa, Sun-Hwa Kwon (Yunjin Kim). Kate encuentra a Sawyer en las barracas de la Iniciativa Dharma, en la casa donde él y Juliet Burke (Elizabeth Mitchell) vivieron por tres años. Él recupera un anillo de compromiso que escondió y luego habla con Kate en el puerto de Dharma. Le explica que planeaba pedirle matrimonio a Juliet y se culpa a él mismo por su muerte, diciéndole que el la convenció de quedarse en la isla porque no quería estar solo.
Mientras tanto, Jin es capturado por lo Otros; quienes querían matarlo en lugar de llevarlo de regreso. Para su suerte, alguien les disparó. Jin se sorprende al descubrir que quien disparó era Claire.